# Andeville

Andeville este o comună în departamentul Oise, Franța. În 2009 avea o populație de 3,259 de locuitori.